# Glypta juncta
Glypta juncta là một loài tò vò trong họ Ichneumonidae.